# Adriaan Bisdom
Adriaan Bisdom (Krimpen aan de Lek, 30 juli 1664 – Haastrecht, 1 augustus 1728) was notaris en secretaris  van de Nederlandse plaats Haastrecht en secretaris van de Krimpenerwaard.

## Leven en werk
Bisdom werd in 1664 in Krimpen aan den Lek geboren als zoon van de hoogheemraad van de Krimpenerwaard Jacob Bisdom en Catharina Schenk. Bisdom was de eerste van zijn geslacht die zich in 1685 in Haastrecht vestigde. Hij en zijn nakomelingen drukten gedurende enkele eeuwen een belangrijk stempel op de plaats, door het vervullen van bestuurlijke functies als secretaris en burgemeester. Het meest tastbare overblijfsel is het plaatselijke museum en de daarbij behorende tuin, die door hem in eerste instantie werd aangelegd. Bisdom volgde in 1685 Justus van Arkel - die met de noorderzon was vertrokken - op als secretaris van Haastrecht. Bisdom schiep orde in de chaotische stedelijke administratie. Dankzij zijn inspanning is vanaf die tijd het stedelijk archief vrijwel compleet bewaard gebleven en zijn de oudere delen geïnventariseerd. Hij vervulde deze functie gedurende 41 jaar tot hij - na herhaaldelijk aandringen vanwege zijn gezondheid - per 1 november 1726 ontslag verleend kreeg. Bisdom was tevens secretaris/penningmeester van de Krimpenerwaard.
Bisdom kocht in Haastrecht een huis op de plaats waar zijn nazaten later een nieuwe woning zouden bouwen, dat na het overlijden van van zijn nakomeling Paulina, werd ingericht als museum. Hij zou zelf nadat hij zich in Haastrecht vestigde en bij de geboorte van zijn zonen - eind 17e eeuw - zowel in zijn achtertuin als in de bij het huis behorende overtuin enkele rode beuken hebben geplant. Catharina van Groningen vermeldde in 1996 dat er op dat moment nog drie beuken in leven waren. De landschapsarchitect Marcelis Wolak betwijfelt echter of de bomen in de overtuin wel door Adriaan Bisdom zijn geplant. De twee beuken in de overtuin zijn  in het begin van de 21e eeuw gekapt. De beuk die Adriaan Bisdom eind 17e eeuw in zijn achtertuin heeft geplant staat er nog steeds. Adriaan Bisdom en/of zijn zoon Theodorus lieten in de 18e eeuw de overtuin verder aanleggen.
Bisdom trouwde in 1695 in Schiedam met Elisabeth Wijckerheld (1675-1729). Hun zoon Jacob werd advocaat-fiscaal van het Hof van Holland, pensionaris van Delft en advocaat-fiscaal van het College ter Admiraliteit van de Maeze. Hun zoon Theodorus werd burgemeester van Haastrecht. Bisdom overleed in 1728 in zijn woonplaats Haastrecht op 64-jarige leeftijd.

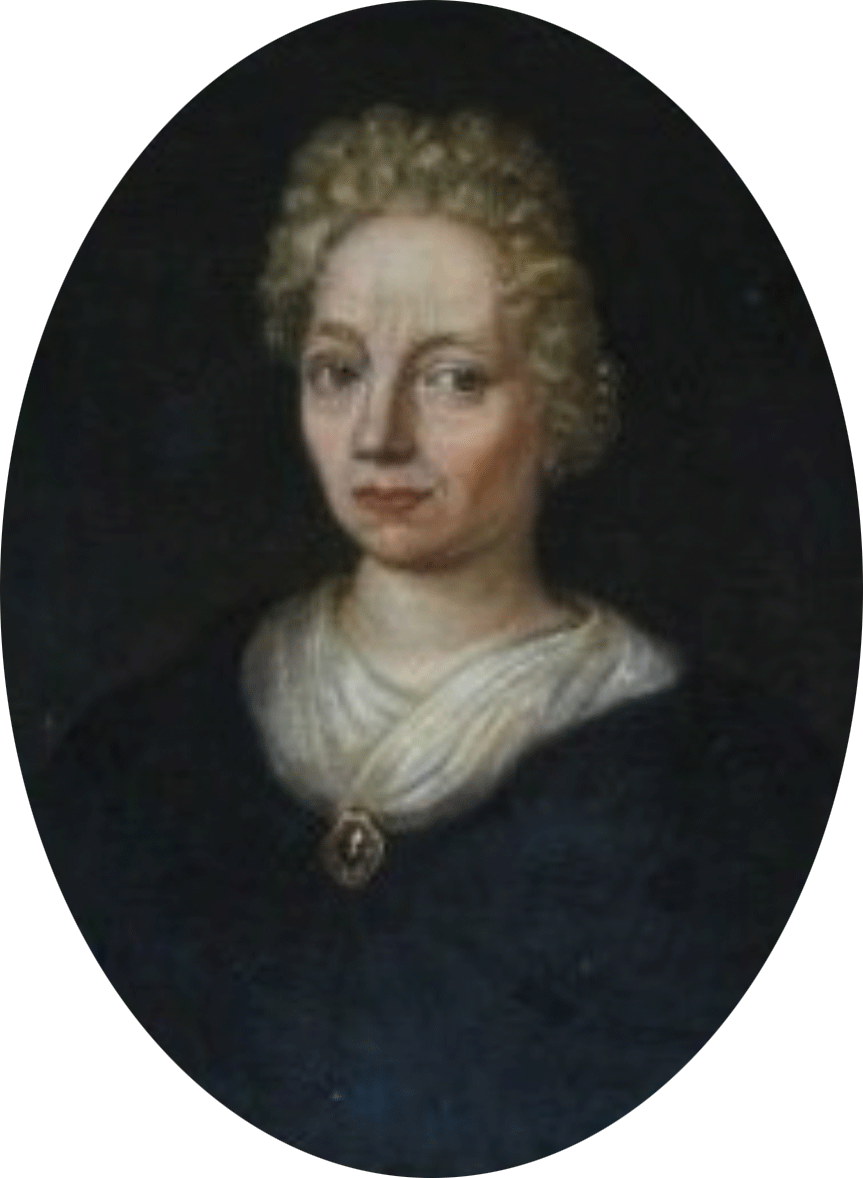
Elisabeth Wijckerheld (1675-1729), echtgenote van Adriaan Bisdom
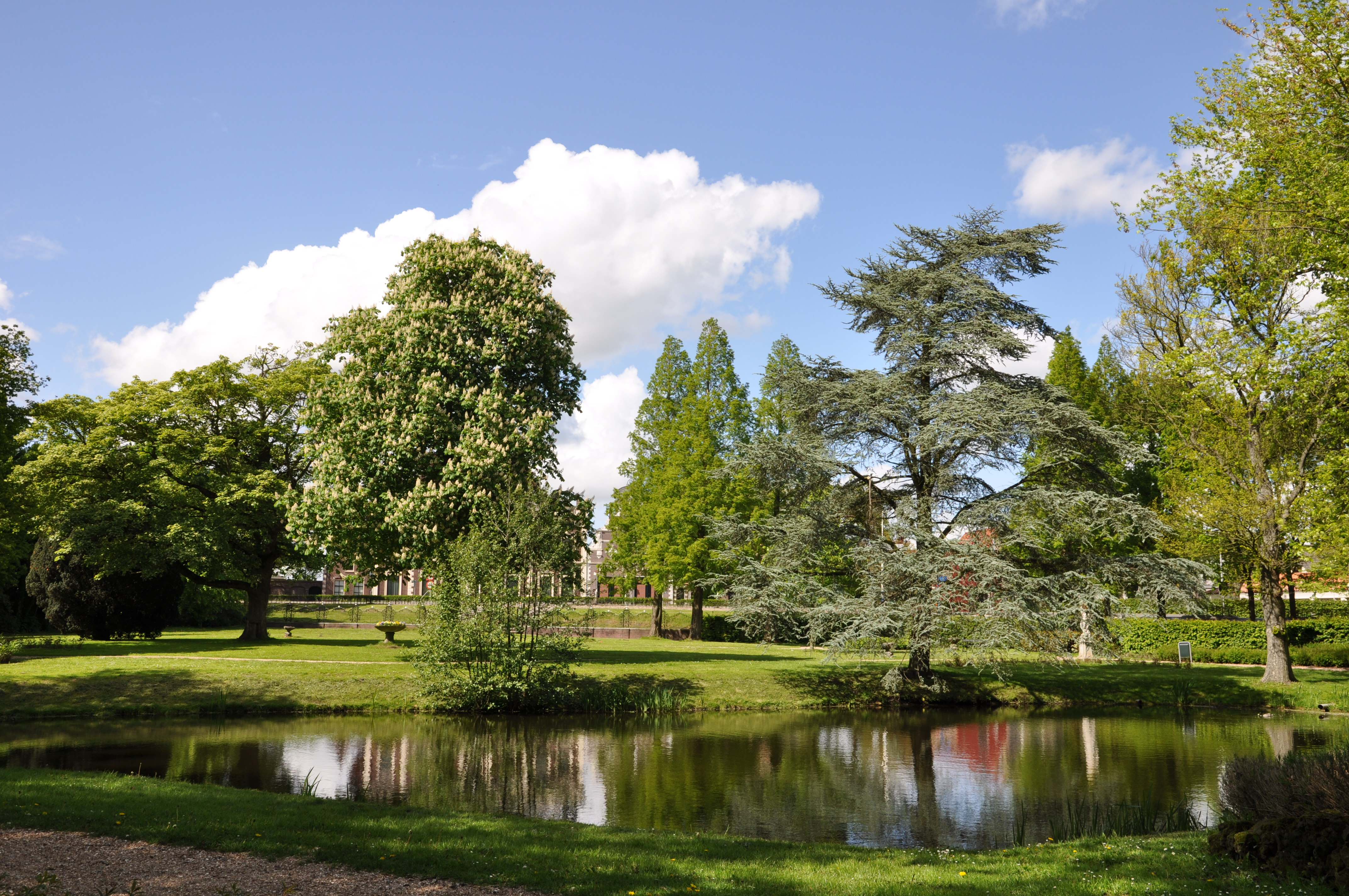
De overtuin van de familie Bisdom, oorspronkelijk aangelegd in opdracht van Adriaan Bisdom